# Oscinella polita
Oscinella polita är en tvåvingeart som först beskrevs av Adams 1905.  Oscinella polita ingår i släktet Oscinella och familjen fritflugor. Inga underarter finns listade i Catalogue of Life.